# Pance (Ljubljana)

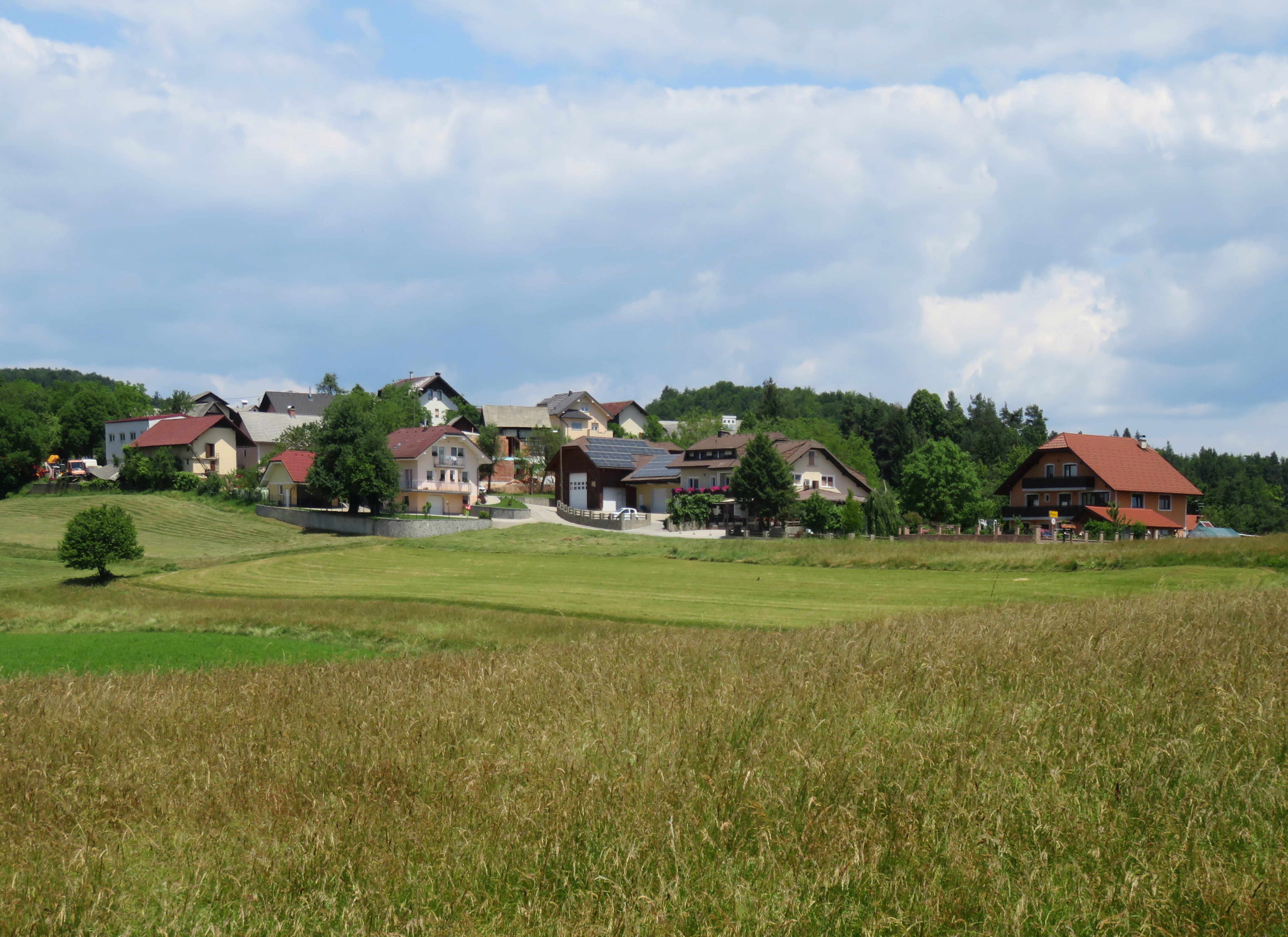
Pance bei Ljubljana

Pance ist eine Ortschaft in der Stadtgemeinde Ljubljana südöstlich der Stadt. Sie liegt auf einer sonnenexponierten Anhöhe von 500 m, östlich von Mali Lipoglav und südlich von Selo pri Pancah, an der Grenze zur Gemeinde Grosuplje.
Das Dorf ist Teil der historischen Region Unterkrain und gehört heute mit dem Rest der Stadtgemeinde zur statistischen Region Zentralslowenien.

## Geschichte
Pance wird in historischen Quellen mit den folgenden Ortsbezeichnungen genannt: Napancz im Jahr 1393, Panz 1410 und Pantzdorff 1496.

### Frühgeschichte
Das Dorf ist Standort einer prähistorischen Siedlung, deren Funde im Naturhistorischen Museum in Wien aufbewahrt werden.
In einer Kiesgrube im Dorf wurde ein Grab aus dem dritten Jahrhundert v. Chr. entdeckt, und es wurde ein Gräberfeld aus der Hallstattzeit entdeckt.

### 20. Jahrhundert
In den Wäldern nordöstlich von Pance existieren vier Massengräber aus dem Zweiten Weltkrieg. Sie enthalten die Überreste slowenischer Zivilisten, die der Spionage beschuldigt und im Frühjahr 1942 von Partisanen ermordet wurden. Das Massengrab Cirje 2 (slowenisch: Grobišče Cirje 2) ist auch als Grab unter dem Gebüsch (Grobišče Pod grmado) bekannt; die Massengräber Cirje 3, 4 und 5  auch als Grobišče Ravne, Grobišče Cirje bzw. Grobišče Velika Draga. Die Gräber sind mit Indexnummern an Bäumen gekennzeichnet.